# El Burgo de Ebro
El Burgo de Ebro ist ein nordspanischer Ort und eine Gemeinde (municipio) mit 2.704 Einwohnern (Stand: 2024) im Zentrum der Provinz Saragossa in der Autonomen Gemeinschaft Aragonien.

## Lage und Klima
El Burgo de Ebro liegt im Tal des Ebro etwa 15 km (Fahrtstrecke) südöstlich der Stadt Saragossa in einer Höhe von ca. 185 m. In die Gemeinde führt die Autovía A-68. Das Klima ist gemäßigt bis warm; Regen (ca. 390 mm/Jahr) fällt mit Ausnahme der eher trockenen Sommermonate übers Jahr verteilt.

## Bevölkerungsentwicklung
| Jahr      | 1970 | 1981 | 1991 | 2001 | 2011 | 2021 |
| Einwohner | 1367 | 1170 | 1223 | 1600 | 2341 | 2538 |

## Sehenswürdigkeiten
- Petruskirche (Iglesia de San Pedro Apóstol)
- archäologische Grabungsstätte und Grabungsschutzgebiet (La Cabañeta)
- Rathaus